# Uakari
Uakari je domače ime za opice Novega sveta iz rodu Cacajao. Ime verjetno izhaja iz domorodnega imena za 'Nizozemce'; njihov rdeči obraz je spominjal staroselska ljudstva na ožgane Evropejce. Cacajao je verjetno tudi domorodno ime z neznanim pomenom, saj je pleme skupaj z jezikom izumrlo.
Uakariji so med opicami novega sveta nenavadni v tem da je dolžina repa (15 do 18 cm) veliko manjša od njihove glave in dolžine telesa (40 do 45 cm). Telesa so pokrita z dolgimi, spuščenimi dlakami, njihove glave pa so plešaste. Skoraj nimajo podkožne maščobe, tako da njihovi plešasti obrazi skoraj izgledajo kot lobanje. Kot njihovi najbližji sorodniki, sakiji, imajo naprej potisnjene spodnje sekalce.
Tri trenutno znane vrste uakarijev živijo v zgornjem porečju Amazonke. Črnoglavi uakari živi severno od reke, med rekama Rio Branco in Japurá. Rdečeglavi uakari živi južno od Amazonke, na drugi strani Japure.
Uakariji so v ujetništvu mirni in tihi, v divjini pa so živahni in dejavni, sposobni skokov prek 6 metrov. Opazili so jih tako v majhnih skupinah kot tudi v večjih do 100 živali. Ko se gibajo skozi gozd, se premikajo po spodnjem vejevju dreves, pri iskanju hrane pa se dvignejo tudi na vrhove dreves. Jedo sadje, orehe, brstiče in liste.
Angleški naravoslovec in raziskovalec Henry Walter Bates je v 19. stoletju zapisal da so ameriški staroselci lovili žive uakarije s pomočjo pihalnikov ali puščic, namazanih z razredčenim kurarejem. Ko so jih ulovili, so jih oživljali tako da so jim v usta dali ščepec soli. Živali, ki so preživele, so imeli za domače živali.

### Vrste
V tem rodu so tri vrste:
- rod Cacajao
  - črnoglavi uakari, Cacajao melanocephalus
    - Cacajao melanocephalus melanocephalus
    - Cacajao melanocephalus ouakary

  - rdečeglavi uakari ali plešasti uakari, C. calvus
    - Cacajao calvus calvus
    - Cacajao calvus ucayalii
    - Cacajao calvus rubicundus
    - Cacajao calvus novaesi

  - Ayresov uakari, Cacajao ayresii*

*Novo identificirane vrste